# Дрейер, Эдвард
Эдвард Дрейер (англ. Edward L. Dreyer; 1940—2007) — американский историк. известный работами по истории китайской Империи Мин.
Родился в Сан-Диего. Степень B.A. получил в Гарвардском университете в 1961 году. В 1971 году защитил степень PhD с темой «Становление Чжу Юаньчжана».
Большую часть жизни проработал в Университете Майами. Являлся одним из ведущих специалистов по ранней истории Мин, в частности экспедициям Чжэн Хэ.